# Humphrey Stafford (död 1486)
Humphrey Stafford, död 1486, var en engelsk adelsman. Han deltog i Stafford and Lovell rebellion under Rosornas krig på Rickard III:s sida och avrättades för förräderi av Henrik VII.